# Играх
Играх (лезг. Играх) — село в Рутульском районе Дагестана. Входит в Хлютское сельское поселение.

## География
Располагалось на южном склоне Самурского хребта на реке Лакункам, в 9 км северо-восточнее районного центра села Рутул.

## Население
| 1895 | 1926 | 1939 | 1970 | 1989 | 2002 | 2010 |
| ---- | ---- | ---- | ---- | ---- | ---- | ---- |
| 158  | ↗182 | ↗202 | ↗204 | ↘4   | ↗7   | ↘2   |
| 2021 |      |      |      |      |      |      |
| ↗5   |      |      |      |      |      |      |